# Tour de Romandia 2019
El Tour de Romandia 2019 fou la 73a edició del Tour de Romandia. La cursa es disputà entre el 30 d'abril i el 5 de maig de 2019 sobre un recorregut de 699,52 km per carreteres suïsses, distribuïts en sis etapes. La cursa formava part de l'UCI World Tour 2019.
El vencedor final, per segon any consecutiu, fou l'eslovè Primož Roglič (Lotto NL-Jumbo). Rui Costa (UAE Team Emirates) i Geraint Thomas (Team Ineos) completaren el podi.

## Equips
En ser el Tour de Romandia una cursa de l'UCI World Tour els 18 equip amb categoria World Tour tenen el dret i obligació a prendre-hi part. A banda, l'organitzador va convidar un equip continental professional i la selecció nacional suïssa.
| WorldTeams (18)- AG2R La Mondiale - Astana - Bahrain-Merida - Bora-hansgrohe - CCC Team - Deceuninck-Quick Step - Dimension Data - EF Education First - Groupama-FDJ - Team Jumbo-Visma - Katusha-Alpecin - Lotto Soudal - Mitchelton-Scott - Movistar Team - Ineos - Team Sunweb - Trek-Segafredo - UAE Team Emirates Equip continental professional- Wanty-Groupe Gobert Equip nacional- Suïssa |
| |

## Etapes
| Etapa    | Data      | Ciutats d'etapa               | type                      | Distància (km) | Vencedor de l'etapa | Líder de la general |
| -------- | --------- | ----------------------------- | ------------------------- | -------------- | ------------------- | ------------------- |
| Pròleg   | 30 de abr | Neuchâtel – Neuchâtel         | pròleg                    | 3,87           | Jan Tratnik         | Jan Tratnik         |
| 1a etapa | 1 de maig | Neuchâtel – La Chaux-de-Fonds | etapa de mitja muntanya   | 168,4          | Primož Roglič       | Primož Roglič       |
| 2a etapa | 2 de maig | Le Locle – Morges             | etapa de mitja muntanya   | 174,4          | Stefan Küng         | Primož Roglič       |
| 3a etapa | 3 de maig | Romont – Romont               | etapa de muntanya         | 160            | David Gaudu         | Primož Roglič       |
| 4a etapa | 4 de maig | Lucens – Torgon               | etapa de muntanya         | 107,6          | Primož Roglič       | Primož Roglič       |
| 5a etapa | 5 de maig | Ginebra – Ginebra             | contrarellotge individual | 16,85          | Primož Roglič       | Primož Roglič       |

### Pròleg
| \| Classificació de l'etapa \| Classificació de l'etapa \| Classificació de l'etapa \| Classificació de l'etapa \| Classificació de l'etapa \| \| Corredor \| Corredor \| Equip \| Temps \| \| \| ------------------------ \| -------------------------- \| ------------------------ \| ------------------------ \| ------------------------ \| \| 1r \| Jan Tratnik \| Bahrain-Merida \| 5' 06" \| \| \| 2n \| Primož Roglič \| Team Jumbo-Visma \| + 1" \| \| \| 3r \| Tom Bohli \| UAE Team Emirates \| + 1" \| \| \| 4t \| Tony Martin \| Team Jumbo-Visma \| + 4" \| \| \| 5è \| Geraint Thomas \| Team Ineos \| + 4" \| \| \| 6è \| Alex Dowsett \| Katusha-Alpecin \| + 4" \| \| \| 7è \| Stefan Küng \| Groupama-FDJ \| + 5" \| \| \| 8è \| Carlos Betancur Gómez \| Movistar Team \| + 5" \| \| \| 9è \| Maciej Bodnar \| Bora-Hansgrohe \| + 5" \| \| \| 10è \| Rui Alberto Faria da Costa \| UAE Team Emirates \| + 5" \| \| |                            |                   |        |
| |                            |                   |        |
| Font: ProCyclingStats |                            |                   |        |
| Classificació de l'etapa |                            |                   |        |
| Corredor | Corredor                   | Equip             | Temps  |
| 1r | Jan Tratnik                | Bahrain-Merida    | 5' 06" |
| 2n | Primož Roglič              | Team Jumbo-Visma  | + 1"   |
| 3r | Tom Bohli                  | UAE Team Emirates | + 1"   |
| 4t | Tony Martin                | Team Jumbo-Visma  | + 4"   |
| 5è | Geraint Thomas             | Team Ineos        | + 4"   |
| 6è | Alex Dowsett               | Katusha-Alpecin   | + 4"   |
| 7è | Stefan Küng                | Groupama-FDJ      | + 5"   |
| 8è | Carlos Betancur Gómez      | Movistar Team     | + 5"   |
| 9è | Maciej Bodnar              | Bora-Hansgrohe    | + 5"   |
| 10è | Rui Alberto Faria da Costa | UAE Team Emirates | + 5"   |

| \| Classificació general \| Classificació general \| Classificació general \| Classificació general \| Classificació general \| \| Corredor \| Corredor \| Equip \| Temps \| \| \| --------------------- \| -------------------------- \| --------------------- \| --------------------- \| --------------------- \| \| 1r \| Jan Tratnik \| Bahrain-Merida \| 5' 06" \| \| \| 2n \| Primož Roglič \| Team Jumbo-Visma \| + 1" \| \| \| 3r \| Tom Bohli \| UAE Team Emirates \| + 1" \| \| \| 4t \| Tony Martin \| Team Jumbo-Visma \| + 4" \| \| \| 5è \| Geraint Thomas \| Team Ineos \| + 4" \| \| \| 6è \| Alex Dowsett \| Katusha-Alpecin \| + 4" \| \| \| 7è \| Stefan Küng \| Groupama-FDJ \| + 5" \| \| \| 8è \| Carlos Betancur Gómez \| Movistar Team \| + 5" \| \| \| 9è \| Maciej Bodnar \| Bora-Hansgrohe \| + 5" \| \| \| 10è \| Rui Alberto Faria da Costa \| UAE Team Emirates \| + 5" \| \| |                            |                   |        |
| |                            |                   |        |
| Font: ProCyclingStats |                            |                   |        |
| Classificació general |                            |                   |        |
| Corredor | Corredor                   | Equip             | Temps  |
| 1r | Jan Tratnik                | Bahrain-Merida    | 5' 06" |
| 2n | Primož Roglič              | Team Jumbo-Visma  | + 1"   |
| 3r | Tom Bohli                  | UAE Team Emirates | + 1"   |
| 4t | Tony Martin                | Team Jumbo-Visma  | + 4"   |
| 5è | Geraint Thomas             | Team Ineos        | + 4"   |
| 6è | Alex Dowsett               | Katusha-Alpecin   | + 4"   |
| 7è | Stefan Küng                | Groupama-FDJ      | + 5"   |
| 8è | Carlos Betancur Gómez      | Movistar Team     | + 5"   |
| 9è | Maciej Bodnar              | Bora-Hansgrohe    | + 5"   |
| 10è | Rui Alberto Faria da Costa | UAE Team Emirates | + 5"   |

### Etapa 1
| \| Classificació de l'etapa \| Classificació de l'etapa \| Classificació de l'etapa \| Classificació de l'etapa \| Classificació de l'etapa \| \| Corredor \| Corredor \| Equip \| Temps \| \| \| ------------------------ \| -------------------------- \| ------------------------ \| ------------------------ \| ------------------------ \| \| 1r \| Primož Roglič \| Team Jumbo-Visma \| 4h 15' 18" \| \| \| 2n \| David Gaudu \| Groupama-FDJ \| + 0" \| \| \| 3r \| Rui Alberto Faria da Costa \| UAE Team Emirates \| + 0" \| \| \| 4t \| Michael Woods \| EF Education First \| + 0" \| \| \| 5è \| Damien Howson \| Mitchelton-Scott \| + 0" \| \| \| 6è \| Carl Fredrik Hagen \| Lotto-Soudal \| + 0" \| \| \| 7è \| Eduardo Sepúlveda \| Movistar Team \| + 0" \| \| \| 8è \| Jan Hirt \| Astana \| + 0" \| \| \| 9è \| Felix Großschartner \| Bora-Hansgrohe \| + 0" \| \| \| 10è \| Guillaume Martin \| Wanty-Gobert \| + 0" \| \| |                            |                    |            |
| |                            |                    |            |
| Font: ProCyclingStats |                            |                    |            |
| Classificació de l'etapa |                            |                    |            |
| Corredor | Corredor                   | Equip              | Temps      |
| 1r | Primož Roglič              | Team Jumbo-Visma   | 4h 15' 18" |
| 2n | David Gaudu                | Groupama-FDJ       | + 0"       |
| 3r | Rui Alberto Faria da Costa | UAE Team Emirates  | + 0"       |
| 4t | Michael Woods              | EF Education First | + 0"       |
| 5è | Damien Howson              | Mitchelton-Scott   | + 0"       |
| 6è | Carl Fredrik Hagen         | Lotto-Soudal       | + 0"       |
| 7è | Eduardo Sepúlveda          | Movistar Team      | + 0"       |
| 8è | Jan Hirt                   | Astana             | + 0"       |
| 9è | Felix Großschartner        | Bora-Hansgrohe     | + 0"       |
| 10è | Guillaume Martin           | Wanty-Gobert       | + 0"       |

| \| Classificació general \| Classificació general \| Classificació general \| Classificació general \| Classificació general \| \| Corredor \| Corredor \| Equip \| Temps \| \| \| --------------------- \| -------------------------- \| --------------------- \| --------------------- \| --------------------- \| \| 1r \| Primož Roglič \| Team Jumbo-Visma \| 4h 20' 15" \| \| \| 2n \| Rui Alberto Faria da Costa \| UAE Team Emirates \| + 10" \| \| \| 3r \| David Gaudu \| Groupama-FDJ \| + 12" \| \| \| 4t \| Geraint Thomas \| Team Ineos \| + 13" \| \| \| 5è \| Carlos Betancur Gómez \| Movistar Team \| + 14" \| \| \| 6è \| Felix Großschartner \| Bora-Hansgrohe \| + 15" \| \| \| 7è \| Steven Kruijswijk \| Team Jumbo-Visma \| + 17" \| \| \| 8è \| James Knox \| Deceuninck-Quick Step \| + 18" \| \| \| 9è \| Damien Howson \| Mitchelton-Scott \| + 18" \| \| \| 10è \| Winner Anacona Gómez \| Movistar Team \| + 19" \| \| |                            |                       |            |
| |                            |                       |            |
| Font: ProCyclingStats |                            |                       |            |
| Classificació general |                            |                       |            |
| Corredor | Corredor                   | Equip                 | Temps      |
| 1r | Primož Roglič              | Team Jumbo-Visma      | 4h 20' 15" |
| 2n | Rui Alberto Faria da Costa | UAE Team Emirates     | + 10"      |
| 3r | David Gaudu                | Groupama-FDJ          | + 12"      |
| 4t | Geraint Thomas             | Team Ineos            | + 13"      |
| 5è | Carlos Betancur Gómez      | Movistar Team         | + 14"      |
| 6è | Felix Großschartner        | Bora-Hansgrohe        | + 15"      |
| 7è | Steven Kruijswijk          | Team Jumbo-Visma      | + 17"      |
| 8è | James Knox                 | Deceuninck-Quick Step | + 18"      |
| 9è | Damien Howson              | Mitchelton-Scott      | + 18"      |
| 10è | Winner Anacona Gómez       | Movistar Team         | + 19"      |

### Etapa 2
| \| Classificació de l'etapa \| Classificació de l'etapa \| Classificació de l'etapa \| Classificació de l'etapa \| Classificació de l'etapa \| \| Corredor \| Corredor \| Equip \| Temps \| \| \| ------------------------ \| ------------------------ \| ------------------------ \| ------------------------ \| ------------------------ \| \| 1r \| Stefan Küng \| Groupama-FDJ \| 4h 10' 59" \| \| \| 2n \| Sam Bennett \| Bora-Hansgrohe \| + 59" \| \| \| 3r \| Sonny Colbrelli \| Bahrain-Merida \| + 59" \| \| \| 4t \| Simone Consonni \| UAE Team Emirates \| + 59" \| \| \| 5è \| Elia Viviani \| Deceuninck-Quick Step \| + 59" \| \| \| 6è \| Patrick Bevin \| CCC Team \| + 59" \| \| \| 7è \| Michael Albasini \| Mitchelton-Scott \| + 59" \| \| \| 8è \| Viatxeslav Kuznetsov \| Katusha-Alpecin \| + 59" \| \| \| 9è \| Giacomo Nizzolo \| Dimension Data \| + 59" \| \| \| 10è \| Andrea Pasqualon \| Wanty-Gobert \| + 59" \| \| |                      |                       |            |
| |                      |                       |            |
| Font: ProCyclingStats |                      |                       |            |
| Classificació de l'etapa |                      |                       |            |
| Corredor | Corredor             | Equip                 | Temps      |
| 1r | Stefan Küng          | Groupama-FDJ          | 4h 10' 59" |
| 2n | Sam Bennett          | Bora-Hansgrohe        | + 59"      |
| 3r | Sonny Colbrelli      | Bahrain-Merida        | + 59"      |
| 4t | Simone Consonni      | UAE Team Emirates     | + 59"      |
| 5è | Elia Viviani         | Deceuninck-Quick Step | + 59"      |
| 6è | Patrick Bevin        | CCC Team              | + 59"      |
| 7è | Michael Albasini     | Mitchelton-Scott      | + 59"      |
| 8è | Viatxeslav Kuznetsov | Katusha-Alpecin       | + 59"      |
| 9è | Giacomo Nizzolo      | Dimension Data        | + 59"      |
| 10è | Andrea Pasqualon     | Wanty-Gobert          | + 59"      |

| \| Classificació general \| Classificació general \| Classificació general \| Classificació general \| Classificació general \| \| Corredor \| Corredor \| Equip \| Temps \| \| \| --------------------- \| -------------------------- \| --------------------- \| --------------------- \| --------------------- \| \| 1r \| Primož Roglič \| Team Jumbo-Visma \| 8h 32' 13" \| \| \| 2n \| Rui Alberto Faria da Costa \| UAE Team Emirates \| + 10" \| \| \| 3r \| David Gaudu \| Groupama-FDJ \| + 12" \| \| \| 4t \| Geraint Thomas \| Team Ineos \| + 13" \| \| \| 5è \| Carlos Betancur Gómez \| Movistar Team \| + 14" \| \| \| 6è \| Felix Großschartner \| Bora-Hansgrohe \| + 15" \| \| \| 7è \| Steven Kruijswijk \| Team Jumbo-Visma \| + 17" \| \| \| 8è \| James Knox \| Deceuninck-Quick Step \| + 18" \| \| \| 9è \| Damien Howson \| Mitchelton-Scott \| + 18" \| \| \| 10è \| Winner Anacona Gómez \| Movistar Team \| + 19" \| \| |                            |                       |            |
| |                            |                       |            |
| Font: ProCyclingStats |                            |                       |            |
| Classificació general |                            |                       |            |
| Corredor | Corredor                   | Equip                 | Temps      |
| 1r | Primož Roglič              | Team Jumbo-Visma      | 8h 32' 13" |
| 2n | Rui Alberto Faria da Costa | UAE Team Emirates     | + 10"      |
| 3r | David Gaudu                | Groupama-FDJ          | + 12"      |
| 4t | Geraint Thomas             | Team Ineos            | + 13"      |
| 5è | Carlos Betancur Gómez      | Movistar Team         | + 14"      |
| 6è | Felix Großschartner        | Bora-Hansgrohe        | + 15"      |
| 7è | Steven Kruijswijk          | Team Jumbo-Visma      | + 17"      |
| 8è | James Knox                 | Deceuninck-Quick Step | + 18"      |
| 9è | Damien Howson              | Mitchelton-Scott      | + 18"      |
| 10è | Winner Anacona Gómez       | Movistar Team         | + 19"      |

### Etapa 3
| \| Classificació de l'etapa \| Classificació de l'etapa \| Classificació de l'etapa \| Classificació de l'etapa \| Classificació de l'etapa \| \| Corredor \| Corredor \| Equip \| Temps \| \| \| ------------------------ \| -------------------------- \| ------------------------ \| ------------------------ \| ------------------------ \| \| 1r \| David Gaudu \| Groupama-FDJ \| 3h 50' 53" \| \| \| 2n \| Rui Alberto Faria da Costa \| UAE Team Emirates \| + 0" \| \| \| 3r \| Primož Roglič \| Team Jumbo-Visma \| + 0" \| \| \| 4t \| Michael Woods \| EF Education First \| + 0" \| \| \| 5è \| Felix Großschartner \| Bora-Hansgrohe \| + 0" \| \| \| 6è \| Guillaume Martin \| Wanty-Gobert \| + 3" \| \| \| 7è \| Emanuel Buchmann \| Bora-Hansgrohe \| + 3" \| \| \| 8è \| Davide Villella \| Astana \| + 3" \| \| \| 9è \| Carl Fredrik Hagen \| Lotto-Soudal \| + 3" \| \| \| 10è \| Damien Howson \| Mitchelton-Scott \| + 3" \| \| |                            |                    |            |
| |                            |                    |            |
| Font: ProCyclingStats |                            |                    |            |
| Classificació de l'etapa |                            |                    |            |
| Corredor | Corredor                   | Equip              | Temps      |
| 1r | David Gaudu                | Groupama-FDJ       | 3h 50' 53" |
| 2n | Rui Alberto Faria da Costa | UAE Team Emirates  | + 0"       |
| 3r | Primož Roglič              | Team Jumbo-Visma   | + 0"       |
| 4t | Michael Woods              | EF Education First | + 0"       |
| 5è | Felix Großschartner        | Bora-Hansgrohe     | + 0"       |
| 6è | Guillaume Martin           | Wanty-Gobert       | + 3"       |
| 7è | Emanuel Buchmann           | Bora-Hansgrohe     | + 3"       |
| 8è | Davide Villella            | Astana             | + 3"       |
| 9è | Carl Fredrik Hagen         | Lotto-Soudal       | + 3"       |
| 10è | Damien Howson              | Mitchelton-Scott   | + 3"       |

| \| Classificació general \| Classificació general \| Classificació general \| Classificació general \| Classificació general \| \| Corredor \| Corredor \| Equip \| Temps \| \| \| --------------------- \| -------------------------- \| --------------------- \| --------------------- \| --------------------- \| \| 1r \| Primož Roglič \| Team Jumbo-Visma \| 12h 23' 02" \| \| \| 2n \| David Gaudu \| Groupama-FDJ \| + 6" \| \| \| 3r \| Rui Alberto Faria da Costa \| UAE Team Emirates \| + 8" \| \| \| 4t \| Felix Großschartner \| Bora-Hansgrohe \| + 19" \| \| \| 5è \| Geraint Thomas \| Team Ineos \| + 20" \| \| \| 6è \| Carlos Betancur Gómez \| Movistar Team \| + 21" \| \| \| 7è \| Damien Howson \| Mitchelton-Scott \| + 25" \| \| \| 8è \| Steven Kruijswijk \| Team Jumbo-Visma \| + 27" \| \| \| 9è \| Michael Woods \| EF Education First \| + 28" \| \| \| 10è \| Emanuel Buchmann \| Bora-Hansgrohe \| + 29" \| \| |                            |                    |             |
| |                            |                    |             |
| Font: ProCyclingStats |                            |                    |             |
| Classificació general |                            |                    |             |
| Corredor | Corredor                   | Equip              | Temps       |
| 1r | Primož Roglič              | Team Jumbo-Visma   | 12h 23' 02" |
| 2n | David Gaudu                | Groupama-FDJ       | + 6"        |
| 3r | Rui Alberto Faria da Costa | UAE Team Emirates  | + 8"        |
| 4t | Felix Großschartner        | Bora-Hansgrohe     | + 19"       |
| 5è | Geraint Thomas             | Team Ineos         | + 20"       |
| 6è | Carlos Betancur Gómez      | Movistar Team      | + 21"       |
| 7è | Damien Howson              | Mitchelton-Scott   | + 25"       |
| 8è | Steven Kruijswijk          | Team Jumbo-Visma   | + 27"       |
| 9è | Michael Woods              | EF Education First | + 28"       |
| 10è | Emanuel Buchmann           | Bora-Hansgrohe     | + 29"       |

### Etapa 4
| \| Classificació de l'etapa \| Classificació de l'etapa \| Classificació de l'etapa \| Classificació de l'etapa \| Classificació de l'etapa \| \| Corredor \| Corredor \| Equip \| Temps \| \| \| ------------------------ \| -------------------------- \| ------------------------ \| ------------------------ \| ------------------------ \| \| 1r \| Primož Roglič \| Team Jumbo-Visma \| 2h 42' 21" \| \| \| 2n \| Rui Alberto Faria da Costa \| UAE Team Emirates \| + 0" \| \| \| 3r \| Geraint Thomas \| Team Ineos \| + 0" \| \| \| 4t \| Michael Woods \| EF Education First \| + 0" \| \| \| 5è \| David Gaudu \| Groupama-FDJ \| + 0" \| \| \| 6è \| Felix Großschartner \| Bora-Hansgrohe \| + 0" \| \| \| 7è \| Jan Hirt \| Astana \| + 0" \| \| \| 8è \| Emanuel Buchmann \| Bora-Hansgrohe \| + 0" \| \| \| 9è \| Steven Kruijswijk \| Team Jumbo-Visma \| + 0" \| \| \| 10è \| Ilnur Zakarin \| Katusha-Alpecin \| + 0" \| \| |                            |                    |            |
| |                            |                    |            |
| Font: ProCyclingStats |                            |                    |            |
| Classificació de l'etapa |                            |                    |            |
| Corredor | Corredor                   | Equip              | Temps      |
| 1r | Primož Roglič              | Team Jumbo-Visma   | 2h 42' 21" |
| 2n | Rui Alberto Faria da Costa | UAE Team Emirates  | + 0"       |
| 3r | Geraint Thomas             | Team Ineos         | + 0"       |
| 4t | Michael Woods              | EF Education First | + 0"       |
| 5è | David Gaudu                | Groupama-FDJ       | + 0"       |
| 6è | Felix Großschartner        | Bora-Hansgrohe     | + 0"       |
| 7è | Jan Hirt                   | Astana             | + 0"       |
| 8è | Emanuel Buchmann           | Bora-Hansgrohe     | + 0"       |
| 9è | Steven Kruijswijk          | Team Jumbo-Visma   | + 0"       |
| 10è | Ilnur Zakarin              | Katusha-Alpecin    | + 0"       |

| \| Classificació general \| Classificació general \| Classificació general \| Classificació general \| Classificació general \| \| Corredor \| Corredor \| Equip \| Temps \| \| \| --------------------- \| -------------------------- \| --------------------- \| --------------------- \| --------------------- \| \| 1r \| Primož Roglič \| Team Jumbo-Visma \| 15h 05' 13" \| \| \| 2n \| Rui Alberto Faria da Costa \| UAE Team Emirates \| + 12" \| \| \| 3r \| David Gaudu \| Groupama-FDJ \| + 16" \| \| \| 4t \| Geraint Thomas \| Team Ineos \| + 26" \| \| \| 5è \| Felix Großschartner \| Bora-Hansgrohe \| + 29" \| \| \| 6è \| Steven Kruijswijk \| Team Jumbo-Visma \| + 37" \| \| \| 7è \| Michael Woods \| EF Education First \| + 38" \| \| \| 8è \| Emanuel Buchmann \| Bora-Hansgrohe \| + 39" \| \| \| 9è \| Carlos Betancur Gómez \| Movistar Team \| + 57" \| \| \| 10è \| Simon Špilak \| Katusha-Alpecin \| + 1' 00" \| \| |                            |                    |             |
| |                            |                    |             |
| Font: ProCyclingStats |                            |                    |             |
| Classificació general |                            |                    |             |
| Corredor | Corredor                   | Equip              | Temps       |
| 1r | Primož Roglič              | Team Jumbo-Visma   | 15h 05' 13" |
| 2n | Rui Alberto Faria da Costa | UAE Team Emirates  | + 12"       |
| 3r | David Gaudu                | Groupama-FDJ       | + 16"       |
| 4t | Geraint Thomas             | Team Ineos         | + 26"       |
| 5è | Felix Großschartner        | Bora-Hansgrohe     | + 29"       |
| 6è | Steven Kruijswijk          | Team Jumbo-Visma   | + 37"       |
| 7è | Michael Woods              | EF Education First | + 38"       |
| 8è | Emanuel Buchmann           | Bora-Hansgrohe     | + 39"       |
| 9è | Carlos Betancur Gómez      | Movistar Team      | + 57"       |
| 10è | Simon Špilak               | Katusha-Alpecin    | + 1' 00"    |

### Etapa 5
| \| Classificació de l'etapa \| Classificació de l'etapa \| Classificació de l'etapa \| Classificació de l'etapa \| Classificació de l'etapa \| \| Corredor \| Corredor \| Equip \| Temps \| \| \| ------------------------ \| -------------------------- \| ------------------------ \| ------------------------ \| ------------------------ \| \| 1r \| Primož Roglič \| Team Jumbo-Visma \| 19' 58" \| \| \| 2n \| Victor Campenaerts \| Lotto-Soudal \| + 13" \| \| \| 3r \| Filippo Ganna \| Team Ineos \| + 15" \| \| \| 4t \| Patrick Bevin \| CCC Team \| + 16" \| \| \| 5è \| Tony Martin \| Team Jumbo-Visma \| + 16" \| \| \| 6è \| Stefan Küng \| Groupama-FDJ \| + 22" \| \| \| 7è \| Rui Alberto Faria da Costa \| UAE Team Emirates \| + 37" \| \| \| 8è \| William Barta \| CCC Team \| + 43" \| \| \| 9è \| Felix Großschartner \| Bora-Hansgrohe \| + 44" \| \| \| 10è \| Geraint Thomas \| Team Ineos \| + 46" \| \| |                            |                   |         |
| |                            |                   |         |
| Font: ProCyclingStats |                            |                   |         |
| Classificació de l'etapa |                            |                   |         |
| Corredor | Corredor                   | Equip             | Temps   |
| 1r | Primož Roglič              | Team Jumbo-Visma  | 19' 58" |
| 2n | Victor Campenaerts         | Lotto-Soudal      | + 13"   |
| 3r | Filippo Ganna              | Team Ineos        | + 15"   |
| 4t | Patrick Bevin              | CCC Team          | + 16"   |
| 5è | Tony Martin                | Team Jumbo-Visma  | + 16"   |
| 6è | Stefan Küng                | Groupama-FDJ      | + 22"   |
| 7è | Rui Alberto Faria da Costa | UAE Team Emirates | + 37"   |
| 8è | William Barta              | CCC Team          | + 43"   |
| 9è | Felix Großschartner        | Bora-Hansgrohe    | + 44"   |
| 10è | Geraint Thomas             | Team Ineos        | + 46"   |

## Classificacions finals

### Classificació general
| \| Classificació general \| Classificació general \| Classificació general \| Classificació general \| Classificació general \| \| Corredor \| Corredor \| Equip \| Temps \| \| \| --------------------- \| -------------------------- \| --------------------- \| --------------------- \| --------------------- \| \| 1r \| Primož Roglič \| Team Jumbo-Visma \| 15h 25' 11" \| \| \| 2n \| Rui Alberto Faria da Costa \| UAE Team Emirates \| + 49" \| \| \| 3r \| Geraint Thomas \| Team Ineos \| + 1' 12" \| \| \| 4t \| Felix Großschartner \| Bora-Hansgrohe \| + 1' 13" \| \| \| 5è \| David Gaudu \| Groupama-FDJ \| + 1' 17" \| \| \| 6è \| Steven Kruijswijk \| Team Jumbo-Visma \| + 1' 33" \| \| \| 7è \| Emanuel Buchmann \| Bora-Hansgrohe \| + 1' 35" \| \| \| 8è \| Ilnur Zakarin \| Katusha-Alpecin \| + 2' 00" \| \| \| 9è \| Simon Špilak \| Katusha-Alpecin \| + 2' 08" \| \| \| 10è \| Michael Woods \| EF Education First \| + 2' 18" \| \| |                            |                    |             |
| |                            |                    |             |
| Font: ProCyclingStats |                            |                    |             |
| Classificació general |                            |                    |             |
| Corredor | Corredor                   | Equip              | Temps       |
| 1r | Primož Roglič              | Team Jumbo-Visma   | 15h 25' 11" |
| 2n | Rui Alberto Faria da Costa | UAE Team Emirates  | + 49"       |
| 3r | Geraint Thomas             | Team Ineos         | + 1' 12"    |
| 4t | Felix Großschartner        | Bora-Hansgrohe     | + 1' 13"    |
| 5è | David Gaudu                | Groupama-FDJ       | + 1' 17"    |
| 6è | Steven Kruijswijk          | Team Jumbo-Visma   | + 1' 33"    |
| 7è | Emanuel Buchmann           | Bora-Hansgrohe     | + 1' 35"    |
| 8è | Ilnur Zakarin              | Katusha-Alpecin    | + 2' 00"    |
| 9è | Simon Špilak               | Katusha-Alpecin    | + 2' 08"    |
| 10è | Michael Woods              | EF Education First | + 2' 18"    |

### Classificacions secundàries
| Classificació per punts | Classificació per punts    | Classificació per punts | Classificació per punts | Classificació per punts |
| Corredor                | Corredor                   | Equip                   | Punts                   |                         |
| ----------------------- | -------------------------- | ----------------------- | ----------------------- | ----------------------- |
| 1r                      | Primož Roglič              | Team Jumbo-Visma        | 155 pts                 |                         |
| 2n                      | Rui Alberto Faria da Costa | UAE Team Emirates       | 105 pts                 |                         |
| 3r                      | Stefan Küng                | Groupama-FDJ            | 103 pts                 |                         |
| 4t                      | David Gaudu                | Groupama-FDJ            | 97 pts                  |                         |
| 5è                      | Michael Woods              | EF Education First      | 55 pts                  |                         |
| 6è                      | Felix Großschartner        | Bora-Hansgrohe          | 52 pts                  |                         |
| 7è                      | Claudio Imhof              | Suïssa                  | 50 pts                  |                         |
| 8è                      | Geraint Thomas             | Team Ineos              | 49 pts                  |                         |
| 9è                      | Emanuel Buchmann           | Bora-Hansgrohe          | 44 pts                  |                         |
| 10è                     | Patrick Bevin              | CCC Team                | 39 pts                  |                         |

| Classificació per punts | Classificació per punts    | Classificació per punts | Classificació per punts | Classificació per punts |
| Corredor                | Corredor                   | Equip                   | Punts                   |                         |
| ----------------------- | -------------------------- | ----------------------- | ----------------------- | ----------------------- |
| 1r                      | Primož Roglič              | Team Jumbo-Visma        | 155 pts                 |                         |
| 2n                      | Rui Alberto Faria da Costa | UAE Team Emirates       | 105 pts                 |                         |
| 3r                      | Stefan Küng                | Groupama-FDJ            | 103 pts                 |                         |
| 4t                      | David Gaudu                | Groupama-FDJ            | 97 pts                  |                         |
| 5è                      | Michael Woods              | EF Education First      | 55 pts                  |                         |
| 6è                      | Felix Großschartner        | Bora-Hansgrohe          | 52 pts                  |                         |
| 7è                      | Claudio Imhof              | Suïssa                  | 50 pts                  |                         |
| 8è                      | Geraint Thomas             | Team Ineos              | 49 pts                  |                         |
| 9è                      | Emanuel Buchmann           | Bora-Hansgrohe          | 44 pts                  |                         |
| 10è                     | Patrick Bevin              | CCC Team                | 39 pts                  |                         |

| Classificació de la muntanya | Classificació de la muntanya | Classificació de la muntanya | Classificació de la muntanya | Classificació de la muntanya |
| Corredor                     | Corredor                     | Equip                        | Punts                        |                              |
| ---------------------------- | ---------------------------- | ---------------------------- | ---------------------------- | ---------------------------- |
| 1r                           | Simon Pellaud                | Suïssa                       | 51 pts                       |                              |
| 2n                           | Steven Kruijswijk            | Team Jumbo-Visma             | 24 pts                       |                              |
| 3r                           | Diego Rosa                   | Team Ineos                   | 22 pts                       |                              |
| 4t                           | David Gaudu                  | Groupama-FDJ                 | 16 pts                       |                              |
| 5è                           | Patrick Schelling            | Suïssa                       | 16 pts                       |                              |
| 6è                           | Geraint Thomas               | Team Ineos                   | 14 pts                       |                              |
| 7è                           | Primož Roglič                | Team Jumbo-Visma             | 12 pts                       |                              |
| 8è                           | Stefan Küng                  | Groupama-FDJ                 | 11 pts                       |                              |
| 9è                           | Alexis Gougeard              | AG2R La Mondiale             | 11 pts                       |                              |
| 10è                          | Hugh Carthy                  | EF Education First           | 10 pts                       |                              |

| Classificació de la muntanya | Classificació de la muntanya | Classificació de la muntanya | Classificació de la muntanya | Classificació de la muntanya |
| Corredor                     | Corredor                     | Equip                        | Punts                        |                              |
| ---------------------------- | ---------------------------- | ---------------------------- | ---------------------------- | ---------------------------- |
| 1r                           | Simon Pellaud                | Suïssa                       | 51 pts                       |                              |
| 2n                           | Steven Kruijswijk            | Team Jumbo-Visma             | 24 pts                       |                              |
| 3r                           | Diego Rosa                   | Team Ineos                   | 22 pts                       |                              |
| 4t                           | David Gaudu                  | Groupama-FDJ                 | 16 pts                       |                              |
| 5è                           | Patrick Schelling            | Suïssa                       | 16 pts                       |                              |
| 6è                           | Geraint Thomas               | Team Ineos                   | 14 pts                       |                              |
| 7è                           | Primož Roglič                | Team Jumbo-Visma             | 12 pts                       |                              |
| 8è                           | Stefan Küng                  | Groupama-FDJ                 | 11 pts                       |                              |
| 9è                           | Alexis Gougeard              | AG2R La Mondiale             | 11 pts                       |                              |
| 10è                          | Hugh Carthy                  | EF Education First           | 10 pts                       |                              |

| Classificació del millor jove | Classificació del millor jove | Classificació del millor jove | Classificació del millor jove | Classificació del millor jove |
| Corredor                      | Corredor                      | Equip                         | Temps                         |                               |
| ----------------------------- | ----------------------------- | ----------------------------- | ----------------------------- | ----------------------------- |
| 1r                            | David Gaudu                   | Groupama-FDJ                  | 15h 26' 28"                   |                               |
| 2n                            | James Knox                    | Deceuninck-Quick Step         | + 1' 17"                      |                               |
| 3r                            | Daniel Martínez Poveda        | EF Education First            | + 4' 07"                      |                               |
| 4t                            | Niklas Eg                     | Trek-Segafredo                | + 6' 08"                      |                               |
| 5è                            | Jaime Castrillo               | Movistar Team                 | + 13' 36"                     |                               |
| 6è                            | Jonas Gregaard Wilsly         | Astana                        | + 15' 31"                     |                               |
| 7è                            | Michael Storer                | Team Sunweb                   | + 17' 50"                     |                               |
| 8è                            | Florian Stork                 | Team Sunweb                   | + 26' 00"                     |                               |
| 9è                            | Benjamin Thomas               | Groupama-FDJ                  | + 27' 02"                     |                               |
| 10è                           | Jonas Vingegaard              | Team Jumbo-Visma              | + 27' 39"                     |                               |

| Classificació del millor jove | Classificació del millor jove | Classificació del millor jove | Classificació del millor jove | Classificació del millor jove |
| Corredor                      | Corredor                      | Equip                         | Temps                         |                               |
| ----------------------------- | ----------------------------- | ----------------------------- | ----------------------------- | ----------------------------- |
| 1r                            | David Gaudu                   | Groupama-FDJ                  | 15h 26' 28"                   |                               |
| 2n                            | James Knox                    | Deceuninck-Quick Step         | + 1' 17"                      |                               |
| 3r                            | Daniel Martínez Poveda        | EF Education First            | + 4' 07"                      |                               |
| 4t                            | Niklas Eg                     | Trek-Segafredo                | + 6' 08"                      |                               |
| 5è                            | Jaime Castrillo               | Movistar Team                 | + 13' 36"                     |                               |
| 6è                            | Jonas Gregaard Wilsly         | Astana                        | + 15' 31"                     |                               |
| 7è                            | Michael Storer                | Team Sunweb                   | + 17' 50"                     |                               |
| 8è                            | Florian Stork                 | Team Sunweb                   | + 26' 00"                     |                               |
| 9è                            | Benjamin Thomas               | Groupama-FDJ                  | + 27' 02"                     |                               |
| 10è                           | Jonas Vingegaard              | Team Jumbo-Visma              | + 27' 39"                     |                               |

| Classificació per equips | Classificació per equips | Classificació per equips | Classificació per equips |
| Equip                    | Equip                    | Temps                    |                          |
| ------------------------ | ------------------------ | ------------------------ | ------------------------ |
| 1r                       | EF Education First       | 46h 23' 17"              |                          |
| 2n                       | Movistar Team            | + 43"                    |                          |
| 3r                       | CCC Team                 | + 4' 38"                 |                          |
| 4t                       | Groupama-FDJ             | + 6' 14"                 |                          |
| 5è                       | Team Jumbo-Visma         | + 6' 52"                 |                          |
| 6è                       | Astana                   | + 8' 13"                 |                          |
| 7è                       | AG2R La Mondiale         | + 8' 57"                 |                          |
| 8è                       | Trek-Segafredo           | + 10' 12"                |                          |
| 9è                       | Ineos                    | + 11' 54"                |                          |
| 10è                      | UAE Team Emirates        | + 12' 45"                |                          |

| Classificació per equips | Classificació per equips | Classificació per equips | Classificació per equips |
| Equip                    | Equip                    | Temps                    |                          |
| ------------------------ | ------------------------ | ------------------------ | ------------------------ |
| 1r                       | EF Education First       | 46h 23' 17"              |                          |
| 2n                       | Movistar Team            | + 43"                    |                          |
| 3r                       | CCC Team                 | + 4' 38"                 |                          |
| 4t                       | Groupama-FDJ             | + 6' 14"                 |                          |
| 5è                       | Team Jumbo-Visma         | + 6' 52"                 |                          |
| 6è                       | Astana                   | + 8' 13"                 |                          |
| 7è                       | AG2R La Mondiale         | + 8' 57"                 |                          |
| 8è                       | Trek-Segafredo           | + 10' 12"                |                          |
| 9è                       | Ineos                    | + 11' 54"                |                          |
| 10è                      | UAE Team Emirates        | + 12' 45"                |                          |

## Evolució de les classificacions
| Etepa               | Vencedor            | Classificació general | Classificació per punts | Classificació de la muntanya | Classificació dels joves | Classificació per equips |
| ------------------- | ------------------- | --------------------- | ----------------------- | ---------------------------- | ------------------------ | ------------------------ |
| P                   | Jan Tratnik         | Jan Tratnik           | Jan Tratnik             | no entregat                  | Benjamin Thomas          | Team Jumbo-Visma         |
| 1                   | Primož Roglič       | Primož Roglič         | Primož Roglič           | Simon Pellaud                | David Gaudu              | Team Movistar            |
| 2                   | Stefan Küng         | Primož Roglič         | Stefan Küng             | Simon Pellaud                | David Gaudu              | Team Movistar            |
| 3                   | David Gaudu         | Primož Roglič         | Primož Roglič           | Simon Pellaud                | David Gaudu              | Team Movistar            |
| 4                   | Primož Roglič       | Primož Roglič         | Primož Roglič           | Simon Pellaud                | David Gaudu              | EF Education First       |
| 5                   | Primož Roglič       | Primož Roglič         | Primož Roglič           | Simon Pellaud                | David Gaudu              | EF Education First       |
| Classificació final | Classificació final | Primož Roglič         | Primož Roglič           | Simon Pellaud                | David Gaudu              | EF Education First       |

## Llista de participants
| Team Jumbo-Visma TJV | Team Jumbo-Visma TJV    | Team Jumbo-Visma TJV |
| -------------------- | ----------------------- | -------------------- |
| Núm                  | Ciclista                | Pos                  |
| 1                    | Steven Kruijswijk (NED) | 6è                   |
| 2                    | Lennard Hofstede (NED)  | 68è                  |
| 3                    | Tony Martin (GER)       | 80è                  |
| 4                    | Neilson Powless (USA)   | DNF-4                |
| 5                    | Primož Roglič (SLO)     | 1r                   |
| 6                    | Jos van Emden (NED)     | NP-4                 |
| 7                    | Jonas Vingegaard (DEN)  | 72è                  |

| Team Ineos INS | Team Ineos INS               | Team Ineos INS |
| -------------- | ---------------------------- | -------------- |
| Núm            | Ciclista                     | Pos            |
| 11             | Geraint Thomas (GBR) (crono) | 3r             |
| 12             | Kenny Elissonde (FRA)        | 58è            |
| 13             | Filippo Ganna (ITA)          | 84è            |
| 14             | Vassil Kirienka (BLR)        | 89è            |
| 15             | Diego Rosa (ITA)             | 59è            |
| 16             | Ben Swift (GBR)              | 60è            |
| 17             | Dylan van Baarle (NED)       | 32è            |

| Trek-Segafredo TFS | Trek-Segafredo TFS           | Trek-Segafredo TFS |
| ------------------ | ---------------------------- | ------------------ |
| Núm                | Ciclista                     | Pos                |
| 21                 | Gianluca Brambilla (ITA)     | 27è                |
| 22                 | Julien Bernard (FRA)         | 24è                |
| 23                 | William Clarke (AUS)         | 108è               |
| 24                 | Niklas Eg (DEN)              | 30è                |
| 25                 | Markel Irizar Aranburu (ESP) | 95è                |
| 26                 | Matteo Moschetti (ITA)       | 109è               |
| 27                 | Ryan Mullen (IRL)            | 107è               |

| AG2R La Mondiale ALM | AG2R La Mondiale ALM     | AG2R La Mondiale ALM |
| -------------------- | ------------------------ | -------------------- |
| Núm                  | Ciclista                 | Pos                  |
| 31                   | Mathias Frank (SUI)      | 12è                  |
| 32                   | Clément Chevrier (FRA)   | 44è                  |
| 33                   | Nico Denz (GER)          | 79è                  |
| 34                   | Silvan Dillier (SUI)     | 85è                  |
| 35                   | Gediminas Bagdonas (LTU) | 101è                 |
| 36                   | Alexis Gougeard (FRA)    | 63è                  |
| 37                   | Nans Peters (FRA)        | 23è                  |

| Deceuninck-Quick Step DQT | Deceuninck-Quick Step DQT | Deceuninck-Quick Step DQT |
| ------------------------- | ------------------------- | ------------------------- |
| Núm                       | Ciclista                  | Pos                       |
| 41                        | Elia Viviani (ITA) (ruta) | NP-3                      |
| 42                        | Eros Capecchi (ITA)       | NP-4                      |
| 43                        | Remco Evenepoel (BEL)     | 76è                       |
| 44                        | James Knox (GBR)          | 14è                       |
| 45                        | Davide Martinelli (ITA)   | 110è                      |
| 46                        | Fabio Sabatini (ITA)      | NP-4                      |
| 47                        | Florian Sénéchal (FRA)    | NP-4                      |

| Groupama-FDJ GFC | Groupama-FDJ GFC            | Groupama-FDJ GFC |
| ---------------- | --------------------------- | ---------------- |
| Núm              | Ciclista                    | Pos              |
| 51               | Stefan Küng (SUI) (crono)   | 56è              |
| 52               | William Bonnet (FRA)        | 93è              |
| 53               | Kilian Frankiny (SUI)       | 42è              |
| 54               | David Gaudu (FRA)           | 5è               |
| 55               | Sébastien Reichenbach (SUI) | 21è              |
| 56               | Benjamin Thomas (FRA)       | 70è              |
| 57               | Léo Vincent (FRA)           | NP-3             |

| Astana AST | Astana AST                   | Astana AST |
| ---------- | ---------------------------- | ---------- |
| Núm        | Ciclista                     | Pos        |
| 61         | Merhawi Kudus (ERI) (ruta)   | 26è        |
| 62         | Rodrigo Contreras (COL)      | NP-3       |
| 63         | Danil Fominikh (KAZ) (crono) | 102è       |
| 64         | Jonas Gregaard Wilsly (DEN)  | 51è        |
| 65         | Jan Hirt (CZE)               | NP-4       |
| 66         | Nikita Stalnow (KAZ)         | 99è        |
| 67         | Davide Villella (ITA)        | NP-4       |

| Bora-Hansgrohe BOH | Bora-Hansgrohe BOH        | Bora-Hansgrohe BOH |
| ------------------ | ------------------------- | ------------------ |
| Núm                | Ciclista                  | Pos                |
| 71                 | Emanuel Buchmann (GER)    | 7è                 |
| 72                 | Shane Archbold (NZL)      | 104è               |
| 73                 | Erik Baška (SVK)          | 111è               |
| 74                 | Sam Bennett (IRL)         | DNF-3              |
| 75                 | Maciej Bodnar (POL)       | 100è               |
| 76                 | Felix Großschartner (AUT) | 4t                 |
| 77                 | Christoph Pfingsten (GER) | 94è                |

| Team Sunweb SUN | Team Sunweb SUN              | Team Sunweb SUN |
| --------------- | ---------------------------- | --------------- |
| Núm             | Ciclista                     | Pos             |
| 81              | Nicolas Roche (IRL)          | 36è             |
| 82              | Johannes Fröhlinger (GER)    | 90è             |
| 83              | Chad Haga (USA)              | DNF-4           |
| 84              | Lennard Kämna (GER)          | 86è             |
| 85              | Asbjørn Kragh Andersen (DEN) | DNF-3           |
| 86              | Michael Storer (AUS)         | 55è             |
| 87              | Florian Stork (GER)          | 67è             |

| UAE Team Emirates UAD | UAE Team Emirates UAD            | UAE Team Emirates UAD |
| --------------------- | -------------------------------- | --------------------- |
| Núm                   | Ciclista                         | Pos                   |
| 91                    | Rui Alberto Faria da Costa (POR) | 2n                    |
| 92                    | Tom Bohli (SUI)                  | 98è                   |
| 93                    | Simone Consonni (ITA)            | 97è                   |
| 94                    | Manuele Mori (ITA)               | DNF-3                 |
| 95                    | Simone Petilli (ITA)             | 38è                   |
| 96                    | Edward Ravasi (ITA)              | 40è                   |
| 97                    | Aliaksandr Rabuixenka (BLR)      | 106è                  |

| Mitchelton-Scott MTS | Mitchelton-Scott MTS   | Mitchelton-Scott MTS |
| -------------------- | ---------------------- | -------------------- |
| Núm                  | Ciclista               | Pos                  |
| 101                  | Damien Howson (AUS)    | 19è                  |
| 102                  | Michael Albasini (SUI) | 78è                  |
| 103                  | Sam Bewley (NZL)       | NP                   |
| 104                  | Tsgabu Grmay (ETH)     | 46è                  |
| 105                  | Cameron Meyer (AUS)    | 57è                  |
| 106                  | Callum Scotson (AUS)   | 92è                  |
| 107                  | Dion Smith (NZL)       | NP-2                 |

| Bahrain-Merida TBM | Bahrain-Merida TBM        | Bahrain-Merida TBM |
| ------------------ | ------------------------- | ------------------ |
| Núm                | Ciclista                  | Pos                |
| 111                | Sonny Colbrelli (ITA)     | 52è                |
| 112                | Feng Chun-kai             | DNF-3              |
| 113                | Hermann Pernsteiner (AUT) | 35è                |
| 114                | Luka Pibernik (SLO)       | 91è                |
| 115                | Jan Tratnik (SLO) (crono) | 88è                |
| 116                | Meiyin Wang (CHN)         | 105è               |
| 117                | Stephen Williams (GBR)    | NP-3               |

| Movistar Team MOV | Movistar Team MOV               | Movistar Team MOV |
| ----------------- | ------------------------------- | ----------------- |
| Núm               | Ciclista                        | Pos               |
| 121               | Andrey Amador Bikkazakova (CRC) | NP-3              |
| 122               | Winner Anacona Gómez (COL)      | 20è               |
| 123               | Jorge Arcas (ESP)               | 71è               |
| 124               | Carlos Betancur Gómez (COL)     | 11è               |
| 125               | Jaime Castrillo (ESP)           | 49è               |
| 126               | Eduard Prades i Reverter (ESP)  | 62è               |
| 127               | Eduardo Sepúlveda (ARG)         | 13è               |

| EF Education First EF1 | EF Education First EF1        | EF Education First EF1 |
| ---------------------- | ----------------------------- | ---------------------- |
| Núm                    | Ciclista                      | Pos                    |
| 131                    | Nathan Brown (USA)            | NP-3                   |
| 132                    | Jonathan Caicedo Cepeda (ECU) | 48è                    |
| 133                    | Hugh Carthy (GBR)             | 28è                    |
| 134                    | Joe Dombrowski (USA)          | 33è                    |
| 135                    | Tanel Kangert (EST)           | 17è                    |
| 136                    | Daniel Martínez Poveda (COL)  | 25è                    |
| 137                    | Michael Woods (CAN)           | 10è                    |

| Lotto-Soudal LTS | Lotto-Soudal LTS                 | Lotto-Soudal LTS |
| ---------------- | -------------------------------- | ---------------- |
| Núm              | Ciclista                         | Pos              |
| 141              | Victor Campenaerts (BEL) (crono) | 83è              |
| 142              | Sander Armée (BEL)               | 75è              |
| 143              | Adam Blythe (GBR)                | DNF-2            |
| 144              | Thomas De Gendt (BEL)            | 29è              |
| 145              | Carl Fredrik Hagen (NOR)         | 15è              |
| 146              | Rasmus Byriel Iversen (DEN)      | 112è             |
| 147              | Harm Vanhoucke (BEL)             | 87è              |

| CCC Team CPT | CCC Team CPT                         | CCC Team CPT |
| ------------ | ------------------------------------ | ------------ |
| Núm          | Ciclista                             | Pos          |
| 151          | Patrick Bevin (NZL)                  | 37è          |
| 152          | William Barta (USA)                  | 82è          |
| 153          | Jakub Mareczko (ITA)                 | DNF-2        |
| 154          | Łukasz Owsian (POL)                  | 50è          |
| 155          | Joey Rosskopf (USA) (crono)          | 22è          |
| 156          | Francisco José Ventoso Alberdi (ESP) | 74è          |
| 157          | Riccardo Zoidl (AUT)                 | 16è          |

| Katusha-Alpecin TKA | Katusha-Alpecin TKA        | Katusha-Alpecin TKA |
| ------------------- | -------------------------- | ------------------- |
| Núm                 | Ciclista                   | Pos                 |
| 161                 | Simon Špilak (SLO)         | 9è                  |
| 162                 | Alex Dowsett (GBR)         | DNF-2               |
| 163                 | Pàvel Koixetkov (RUS)      | 73è                 |
| 164                 | Viatxeslav Kuznetsov (RUS) | 81è                 |
| 165                 | Mads Würtz Schmidt (DEN)   | NP-2                |
| 166                 | Dmitri Strakhov (RUS)      | 77è                 |
| 167                 | Ilnur Zakarin (RUS)        | 8è                  |

| Dimension Data TDD | Dimension Data TDD               | Dimension Data TDD |
| ------------------ | -------------------------------- | ------------------ |
| Núm                | Ciclista                         | Pos                |
| 171                | Giacomo Nizzolo (ITA)            | NP-3               |
| 172                | Jacques Janse van Rensburg (RSA) | NP-1               |
| 173                | Gino Mäder (SUI)                 | NP-1               |
| 174                | Louis Meintjes (RSA)             | 34è                |
| 175                | Jay Robert Thomson (RSA)         | 103è               |
| 176                | Jacobus Venter (RSA)             | 96è                |
| 177                | Danilo Wyss (SUI)                | 43è                |

| Wanty-Gobert WGG | Wanty-Gobert WGG           | Wanty-Gobert WGG |
| ---------------- | -------------------------- | ---------------- |
| Núm              | Ciclista                   | Pos              |
| 181              | Guillaume Martin (FRA)     | 18è              |
| 182              | Frederik Backaert (BEL)    | 65è              |
| 183              | Aimé De Gendt (BEL)        | 64è              |
| 184              | Thomas Degand (BEL)        | 39è              |
| 185              | Odd Christian Eiking (NOR) | 66è              |
| 186              | Xandro Meurisse (BEL)      | 53è              |
| 187              | Andrea Pasqualon (ITA)     | 61è              |

| Suïssa SUI | Suïssa SUI        | Suïssa SUI |
| ---------- | ----------------- | ---------- |
| Núm        | Ciclista          | Pos        |
| 191        | Roland Thalmann   | 47è        |
| 192        | Matteo Badilatti  | 31è        |
| 193        | Mathias Flückiger | 45è        |
| 194        | Claudio Imhof     | 69è        |
| 195        | Patrick Müller    | DNF-4      |
| 196        | Simon Pellaud     | 41è        |
| 197        | Patrick Schelling | 54è        |

| Team Jumbo-Visma TJV | Team Jumbo-Visma TJV    | Team Jumbo-Visma TJV |
| -------------------- | ----------------------- | -------------------- |
| Núm                  | Ciclista                | Pos                  |
| 1                    | Steven Kruijswijk (NED) | 6è                   |
| 2                    | Lennard Hofstede (NED)  | 68è                  |
| 3                    | Tony Martin (GER)       | 80è                  |
| 4                    | Neilson Powless (USA)   | DNF-4                |
| 5                    | Primož Roglič (SLO)     | 1r                   |
| 6                    | Jos van Emden (NED)     | NP-4                 |
| 7                    | Jonas Vingegaard (DEN)  | 72è                  |

| Team Ineos INS | Team Ineos INS               | Team Ineos INS |
| -------------- | ---------------------------- | -------------- |
| Núm            | Ciclista                     | Pos            |
| 11             | Geraint Thomas (GBR) (crono) | 3r             |
| 12             | Kenny Elissonde (FRA)        | 58è            |
| 13             | Filippo Ganna (ITA)          | 84è            |
| 14             | Vassil Kirienka (BLR)        | 89è            |
| 15             | Diego Rosa (ITA)             | 59è            |
| 16             | Ben Swift (GBR)              | 60è            |
| 17             | Dylan van Baarle (NED)       | 32è            |

| Trek-Segafredo TFS | Trek-Segafredo TFS           | Trek-Segafredo TFS |
| ------------------ | ---------------------------- | ------------------ |
| Núm                | Ciclista                     | Pos                |
| 21                 | Gianluca Brambilla (ITA)     | 27è                |
| 22                 | Julien Bernard (FRA)         | 24è                |
| 23                 | William Clarke (AUS)         | 108è               |
| 24                 | Niklas Eg (DEN)              | 30è                |
| 25                 | Markel Irizar Aranburu (ESP) | 95è                |
| 26                 | Matteo Moschetti (ITA)       | 109è               |
| 27                 | Ryan Mullen (IRL)            | 107è               |

| AG2R La Mondiale ALM | AG2R La Mondiale ALM     | AG2R La Mondiale ALM |
| -------------------- | ------------------------ | -------------------- |
| Núm                  | Ciclista                 | Pos                  |
| 31                   | Mathias Frank (SUI)      | 12è                  |
| 32                   | Clément Chevrier (FRA)   | 44è                  |
| 33                   | Nico Denz (GER)          | 79è                  |
| 34                   | Silvan Dillier (SUI)     | 85è                  |
| 35                   | Gediminas Bagdonas (LTU) | 101è                 |
| 36                   | Alexis Gougeard (FRA)    | 63è                  |
| 37                   | Nans Peters (FRA)        | 23è                  |

| Deceuninck-Quick Step DQT | Deceuninck-Quick Step DQT | Deceuninck-Quick Step DQT |
| ------------------------- | ------------------------- | ------------------------- |
| Núm                       | Ciclista                  | Pos                       |
| 41                        | Elia Viviani (ITA) (ruta) | NP-3                      |
| 42                        | Eros Capecchi (ITA)       | NP-4                      |
| 43                        | Remco Evenepoel (BEL)     | 76è                       |
| 44                        | James Knox (GBR)          | 14è                       |
| 45                        | Davide Martinelli (ITA)   | 110è                      |
| 46                        | Fabio Sabatini (ITA)      | NP-4                      |
| 47                        | Florian Sénéchal (FRA)    | NP-4                      |

| Groupama-FDJ GFC | Groupama-FDJ GFC            | Groupama-FDJ GFC |
| ---------------- | --------------------------- | ---------------- |
| Núm              | Ciclista                    | Pos              |
| 51               | Stefan Küng (SUI) (crono)   | 56è              |
| 52               | William Bonnet (FRA)        | 93è              |
| 53               | Kilian Frankiny (SUI)       | 42è              |
| 54               | David Gaudu (FRA)           | 5è               |
| 55               | Sébastien Reichenbach (SUI) | 21è              |
| 56               | Benjamin Thomas (FRA)       | 70è              |
| 57               | Léo Vincent (FRA)           | NP-3             |

| Astana AST | Astana AST                   | Astana AST |
| ---------- | ---------------------------- | ---------- |
| Núm        | Ciclista                     | Pos        |
| 61         | Merhawi Kudus (ERI) (ruta)   | 26è        |
| 62         | Rodrigo Contreras (COL)      | NP-3       |
| 63         | Danil Fominikh (KAZ) (crono) | 102è       |
| 64         | Jonas Gregaard Wilsly (DEN)  | 51è        |
| 65         | Jan Hirt (CZE)               | NP-4       |
| 66         | Nikita Stalnow (KAZ)         | 99è        |
| 67         | Davide Villella (ITA)        | NP-4       |

| Bora-Hansgrohe BOH | Bora-Hansgrohe BOH        | Bora-Hansgrohe BOH |
| ------------------ | ------------------------- | ------------------ |
| Núm                | Ciclista                  | Pos                |
| 71                 | Emanuel Buchmann (GER)    | 7è                 |
| 72                 | Shane Archbold (NZL)      | 104è               |
| 73                 | Erik Baška (SVK)          | 111è               |
| 74                 | Sam Bennett (IRL)         | DNF-3              |
| 75                 | Maciej Bodnar (POL)       | 100è               |
| 76                 | Felix Großschartner (AUT) | 4t                 |
| 77                 | Christoph Pfingsten (GER) | 94è                |

| Team Sunweb SUN | Team Sunweb SUN              | Team Sunweb SUN |
| --------------- | ---------------------------- | --------------- |
| Núm             | Ciclista                     | Pos             |
| 81              | Nicolas Roche (IRL)          | 36è             |
| 82              | Johannes Fröhlinger (GER)    | 90è             |
| 83              | Chad Haga (USA)              | DNF-4           |
| 84              | Lennard Kämna (GER)          | 86è             |
| 85              | Asbjørn Kragh Andersen (DEN) | DNF-3           |
| 86              | Michael Storer (AUS)         | 55è             |
| 87              | Florian Stork (GER)          | 67è             |

| UAE Team Emirates UAD | UAE Team Emirates UAD            | UAE Team Emirates UAD |
| --------------------- | -------------------------------- | --------------------- |
| Núm                   | Ciclista                         | Pos                   |
| 91                    | Rui Alberto Faria da Costa (POR) | 2n                    |
| 92                    | Tom Bohli (SUI)                  | 98è                   |
| 93                    | Simone Consonni (ITA)            | 97è                   |
| 94                    | Manuele Mori (ITA)               | DNF-3                 |
| 95                    | Simone Petilli (ITA)             | 38è                   |
| 96                    | Edward Ravasi (ITA)              | 40è                   |
| 97                    | Aliaksandr Rabuixenka (BLR)      | 106è                  |

| Mitchelton-Scott MTS | Mitchelton-Scott MTS   | Mitchelton-Scott MTS |
| -------------------- | ---------------------- | -------------------- |
| Núm                  | Ciclista               | Pos                  |
| 101                  | Damien Howson (AUS)    | 19è                  |
| 102                  | Michael Albasini (SUI) | 78è                  |
| 103                  | Sam Bewley (NZL)       | NP                   |
| 104                  | Tsgabu Grmay (ETH)     | 46è                  |
| 105                  | Cameron Meyer (AUS)    | 57è                  |
| 106                  | Callum Scotson (AUS)   | 92è                  |
| 107                  | Dion Smith (NZL)       | NP-2                 |

| Bahrain-Merida TBM | Bahrain-Merida TBM        | Bahrain-Merida TBM |
| ------------------ | ------------------------- | ------------------ |
| Núm                | Ciclista                  | Pos                |
| 111                | Sonny Colbrelli (ITA)     | 52è                |
| 112                | Feng Chun-kai             | DNF-3              |
| 113                | Hermann Pernsteiner (AUT) | 35è                |
| 114                | Luka Pibernik (SLO)       | 91è                |
| 115                | Jan Tratnik (SLO) (crono) | 88è                |
| 116                | Meiyin Wang (CHN)         | 105è               |
| 117                | Stephen Williams (GBR)    | NP-3               |

| Movistar Team MOV | Movistar Team MOV               | Movistar Team MOV |
| ----------------- | ------------------------------- | ----------------- |
| Núm               | Ciclista                        | Pos               |
| 121               | Andrey Amador Bikkazakova (CRC) | NP-3              |
| 122               | Winner Anacona Gómez (COL)      | 20è               |
| 123               | Jorge Arcas (ESP)               | 71è               |
| 124               | Carlos Betancur Gómez (COL)     | 11è               |
| 125               | Jaime Castrillo (ESP)           | 49è               |
| 126               | Eduard Prades i Reverter (ESP)  | 62è               |
| 127               | Eduardo Sepúlveda (ARG)         | 13è               |

| EF Education First EF1 | EF Education First EF1        | EF Education First EF1 |
| ---------------------- | ----------------------------- | ---------------------- |
| Núm                    | Ciclista                      | Pos                    |
| 131                    | Nathan Brown (USA)            | NP-3                   |
| 132                    | Jonathan Caicedo Cepeda (ECU) | 48è                    |
| 133                    | Hugh Carthy (GBR)             | 28è                    |
| 134                    | Joe Dombrowski (USA)          | 33è                    |
| 135                    | Tanel Kangert (EST)           | 17è                    |
| 136                    | Daniel Martínez Poveda (COL)  | 25è                    |
| 137                    | Michael Woods (CAN)           | 10è                    |

| Lotto-Soudal LTS | Lotto-Soudal LTS                 | Lotto-Soudal LTS |
| ---------------- | -------------------------------- | ---------------- |
| Núm              | Ciclista                         | Pos              |
| 141              | Victor Campenaerts (BEL) (crono) | 83è              |
| 142              | Sander Armée (BEL)               | 75è              |
| 143              | Adam Blythe (GBR)                | DNF-2            |
| 144              | Thomas De Gendt (BEL)            | 29è              |
| 145              | Carl Fredrik Hagen (NOR)         | 15è              |
| 146              | Rasmus Byriel Iversen (DEN)      | 112è             |
| 147              | Harm Vanhoucke (BEL)             | 87è              |

| CCC Team CPT | CCC Team CPT                         | CCC Team CPT |
| ------------ | ------------------------------------ | ------------ |
| Núm          | Ciclista                             | Pos          |
| 151          | Patrick Bevin (NZL)                  | 37è          |
| 152          | William Barta (USA)                  | 82è          |
| 153          | Jakub Mareczko (ITA)                 | DNF-2        |
| 154          | Łukasz Owsian (POL)                  | 50è          |
| 155          | Joey Rosskopf (USA) (crono)          | 22è          |
| 156          | Francisco José Ventoso Alberdi (ESP) | 74è          |
| 157          | Riccardo Zoidl (AUT)                 | 16è          |

| Katusha-Alpecin TKA | Katusha-Alpecin TKA        | Katusha-Alpecin TKA |
| ------------------- | -------------------------- | ------------------- |
| Núm                 | Ciclista                   | Pos                 |
| 161                 | Simon Špilak (SLO)         | 9è                  |
| 162                 | Alex Dowsett (GBR)         | DNF-2               |
| 163                 | Pàvel Koixetkov (RUS)      | 73è                 |
| 164                 | Viatxeslav Kuznetsov (RUS) | 81è                 |
| 165                 | Mads Würtz Schmidt (DEN)   | NP-2                |
| 166                 | Dmitri Strakhov (RUS)      | 77è                 |
| 167                 | Ilnur Zakarin (RUS)        | 8è                  |

| Dimension Data TDD | Dimension Data TDD               | Dimension Data TDD |
| ------------------ | -------------------------------- | ------------------ |
| Núm                | Ciclista                         | Pos                |
| 171                | Giacomo Nizzolo (ITA)            | NP-3               |
| 172                | Jacques Janse van Rensburg (RSA) | NP-1               |
| 173                | Gino Mäder (SUI)                 | NP-1               |
| 174                | Louis Meintjes (RSA)             | 34è                |
| 175                | Jay Robert Thomson (RSA)         | 103è               |
| 176                | Jacobus Venter (RSA)             | 96è                |
| 177                | Danilo Wyss (SUI)                | 43è                |

| Wanty-Gobert WGG | Wanty-Gobert WGG           | Wanty-Gobert WGG |
| ---------------- | -------------------------- | ---------------- |
| Núm              | Ciclista                   | Pos              |
| 181              | Guillaume Martin (FRA)     | 18è              |
| 182              | Frederik Backaert (BEL)    | 65è              |
| 183              | Aimé De Gendt (BEL)        | 64è              |
| 184              | Thomas Degand (BEL)        | 39è              |
| 185              | Odd Christian Eiking (NOR) | 66è              |
| 186              | Xandro Meurisse (BEL)      | 53è              |
| 187              | Andrea Pasqualon (ITA)     | 61è              |

| Suïssa SUI | Suïssa SUI        | Suïssa SUI |
| ---------- | ----------------- | ---------- |
| Núm        | Ciclista          | Pos        |
| 191        | Roland Thalmann   | 47è        |
| 192        | Matteo Badilatti  | 31è        |
| 193        | Mathias Flückiger | 45è        |
| 194        | Claudio Imhof     | 69è        |
| 195        | Patrick Müller    | DNF-4      |
| 196        | Simon Pellaud     | 41è        |
| 197        | Patrick Schelling | 54è        |